# Древесная аброния
Древесная аброния (лат. Abronia graminea) — ящерица из семейства веретеницевых. Очень редкий исчезающий вид.

## Описание
Длина тела ящерицы до 10 см, хвоста до 16 см. Брюшных чешуй 12 рядов. Окраска сверху от изумрудно-зелёной до буроватой, брюшная сторона кремово-белая, вокруг глаз жёлтое кольцо.

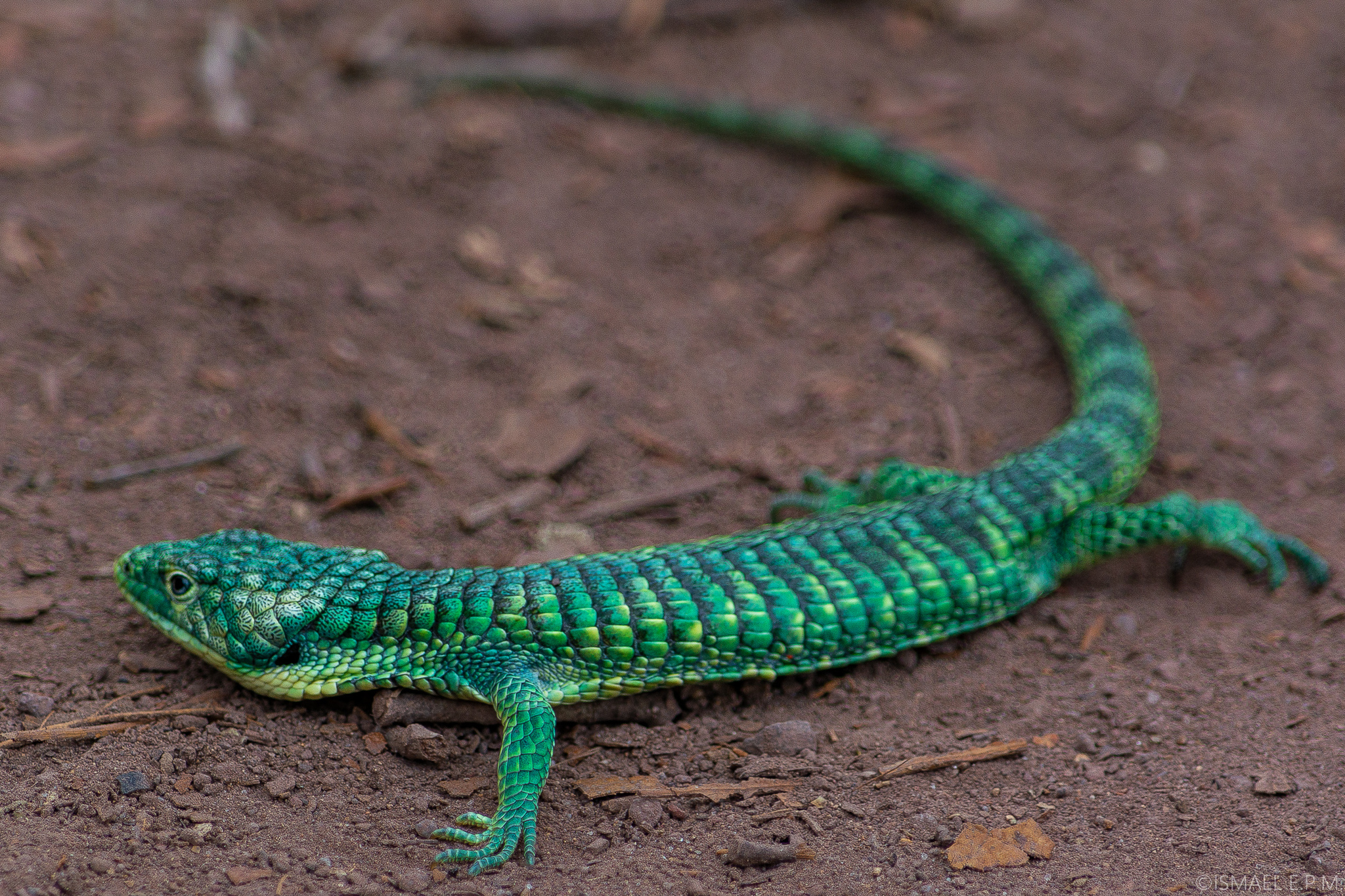

## Ареал и места обитания
Эндемик Мексики, где распространена в центральных районах штата Веракрус и восточных штата Пуэбла, а также на прилегающей территории севера штата Оахака. Общая площадь ареала составляет всего около 11 500 км². Населяет горные сосново-дубовые и влажные леса на высотах от 1 350 до 2 743 м над уровнем моря. Обитает в кронах деревьев среди эпифитных бромелиевых.

## Биология
В неволе питается в основном насекомыми, а по некоторым данным поедает также более мелких ящериц. Размножается живорождением.

## Охрана
Ареал древесной абронии сильно фрагментирован и постоянно сокращается, численность снижается из-за уничтожения мест обитания вследствие вырубки лесов в основном для расширения сельскохозяйственных угодий. Этих ящериц также отлавливают для продажи на рынке домашних животных. Охраняется в национальном парке Орисаба (Orizaba National Park) и в Каньоне Рио Бланко (Cañon Rio Blanco), защищена законами Мексики.

## Фото

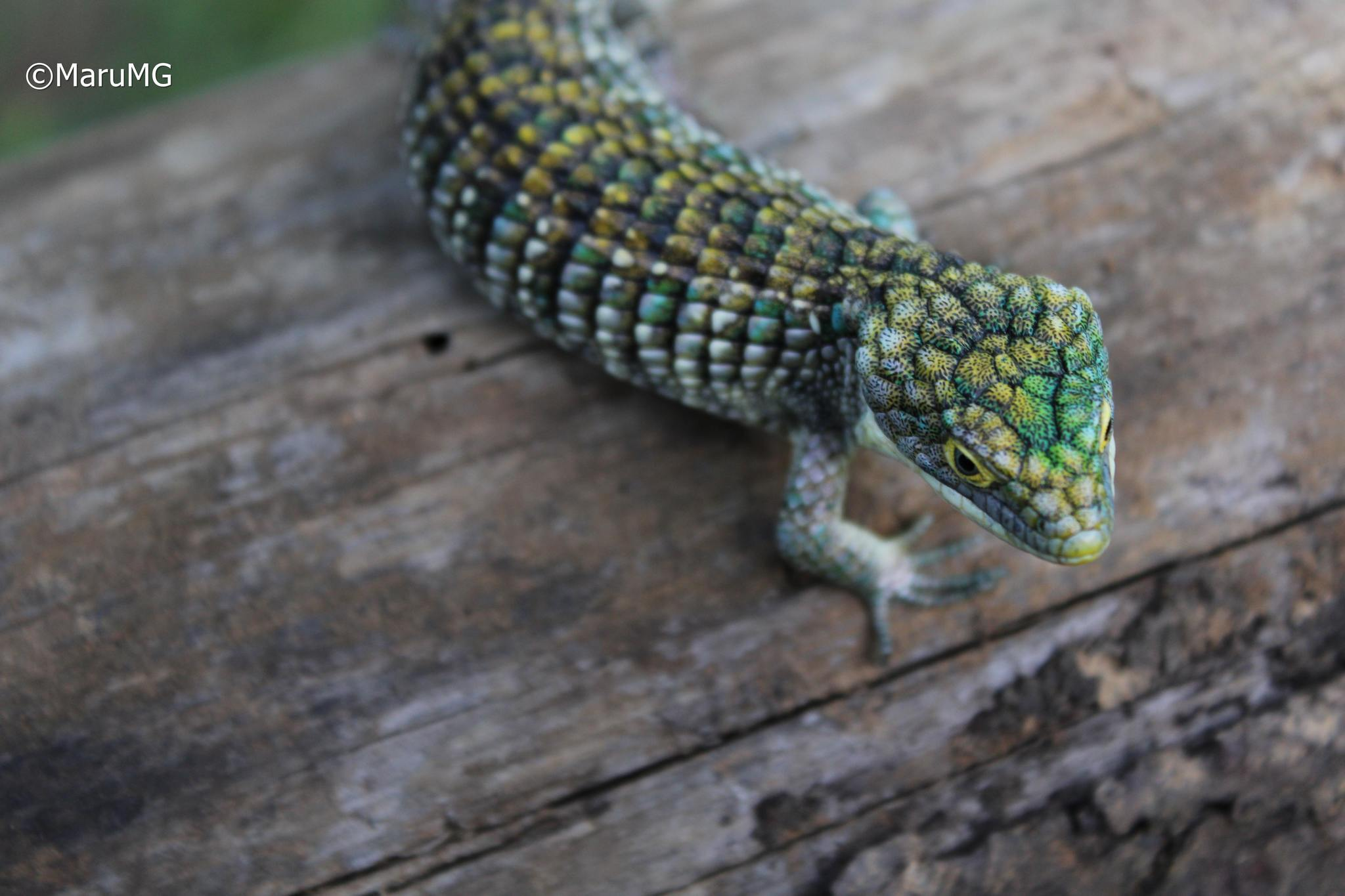
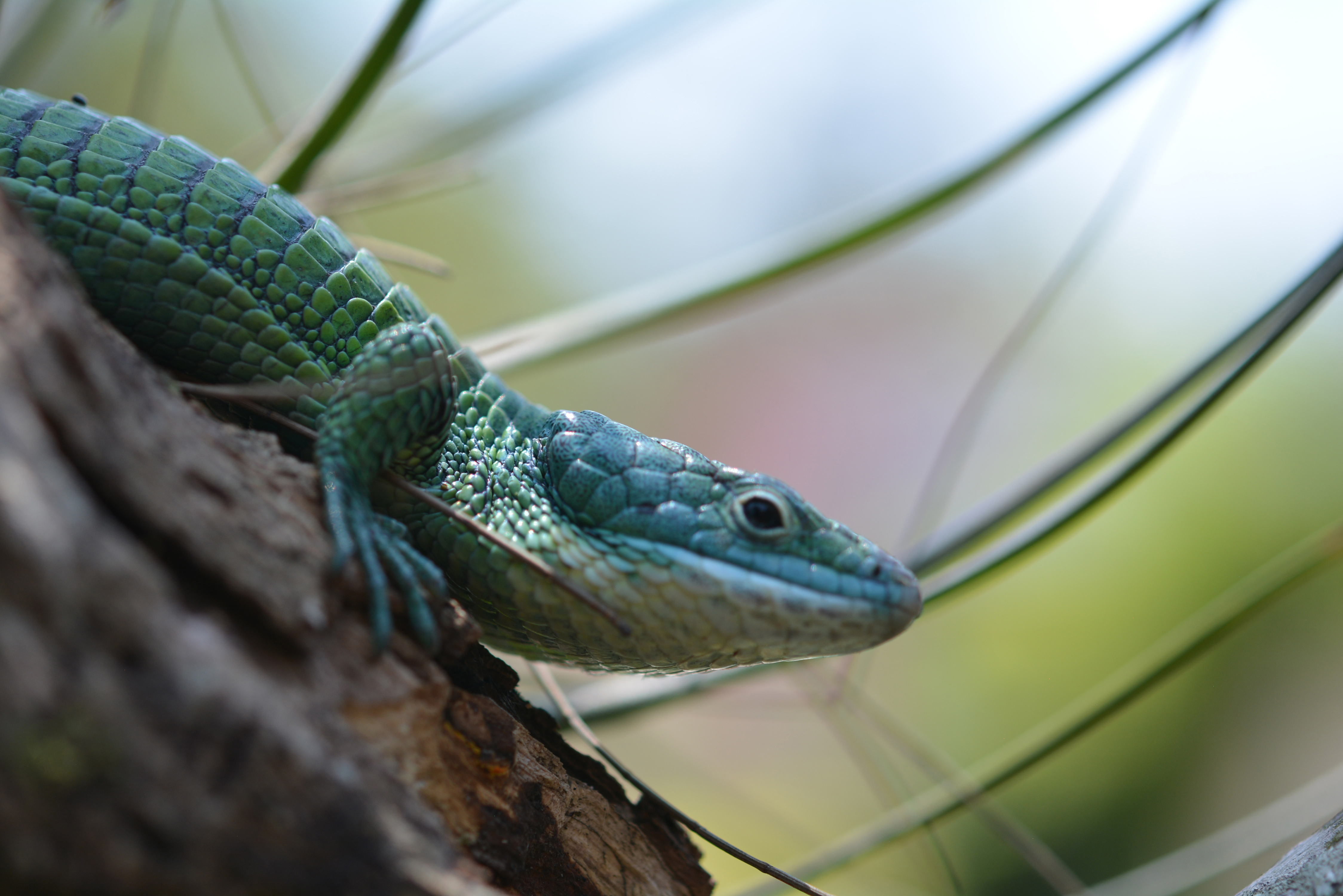
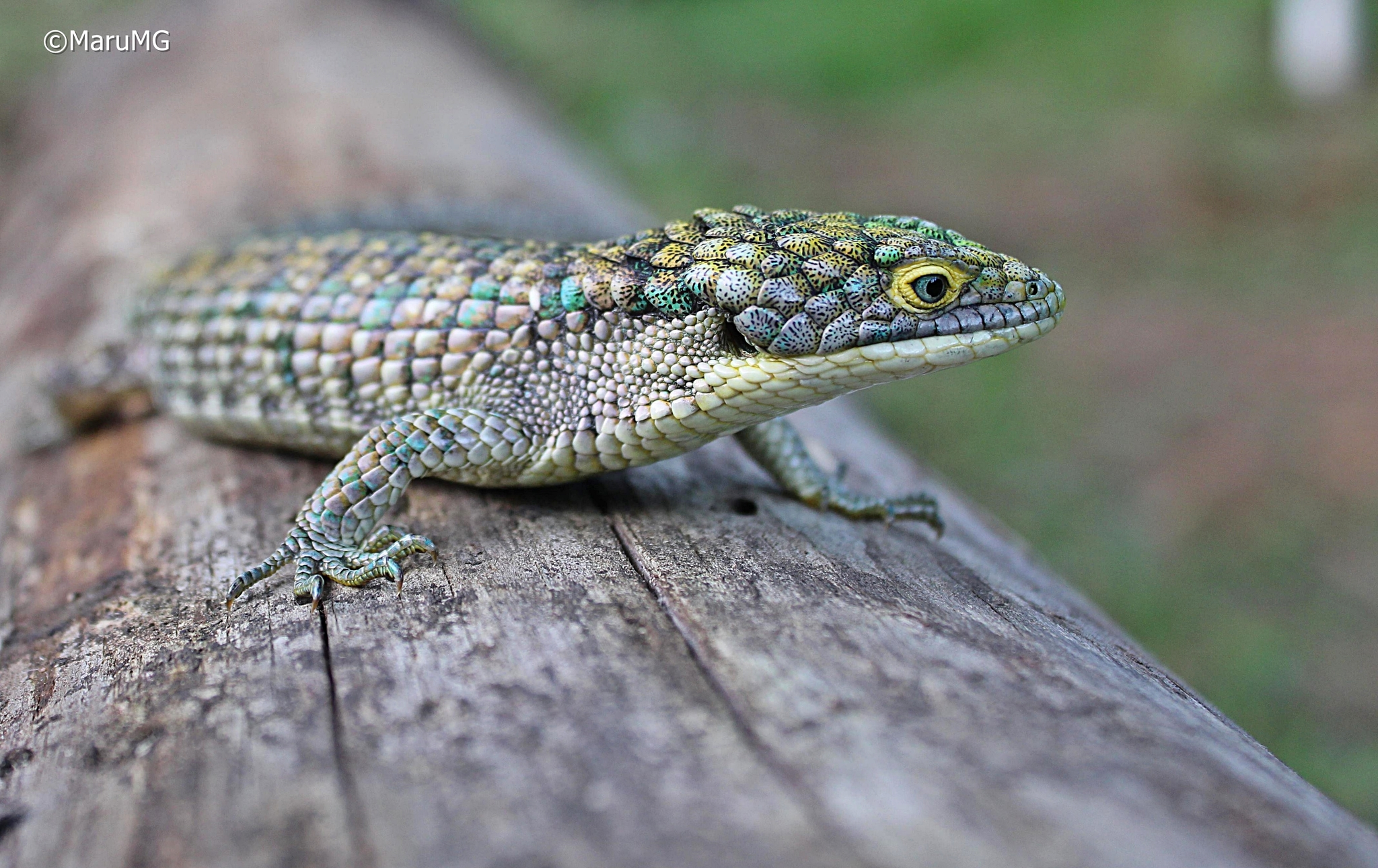